# Oreochromis placidus
Oreochromis placidus es una especie de peces de la familia Cichlidae en el orden de los Perciformes.

## Subespecies
- Oreochromis placidus placidus (Trewavas, 1941
- Oreochromis placidus ruvumae (Trewavas, 1966